# 石生村 (兵庫県)
石生村（いそうむら）は、兵庫県氷上郡にあった村。現在の丹波市氷上町の南東部、福知山線・石生駅の周辺にあたる。

## 地理
- 山岳 ： 清水山、向山
- 河川 ： 高谷川、黒井川

## 歴史
- 1889年（明治22年）4月1日 - 町村制の施行により、石負村・北野村（飛地を除く）・大崎村（飛地を除く）および坂村の飛地の区域をもって発足。
- 1907年（明治40年）12月1日 - 本郷村と合併して生郷村が発足。同日石生村廃止。

## 交通

### 鉄道路線
- 日本国有鉄道
  - 福知山線
    - 石生駅

### 道路
- 国道175号
- 国道176号